# Vincenzo Librandi
Vincenzo Librandi (Vaccarizzo Albanese, 7 marzo 1867 – Pineto, 20 agosto 1932) è stato uno scrittore italiano.
La sua opera più nota è la prima edizione della Grammatica Albanese con le poesie rare del reverendo poeta Giulio Variboba di Mbusati, edito, per i tipi della Hoepli di Milano, nell'anno 1897.

## Biografia
Vincenzo Librandi nacque a Vaccarizzo, da Michele Librandi, contadino e Adriana Scura, filatrice. Studiò al Collegio Italo greco di Sant'Andriano in San Demetrio Corone dall'età di undici anni (1878) sino al 1884. Qui, all'età di sedici anni, scrisse il suo primo libro Peripezie di uno studente
Nel 1884, durante l'esame di maturità venne bocciato poiché il suo tema di italiano era risultato uguale a quello di un compagno, che aveva da lui copiato. Il giovane Librandi si infuriò per l'ingiustizia subita e aggredì con calci e pugni il commissario di maturità che l'aveva bocciato. Per questa aggressione fu espulso da tutte le scuole del regno. L'anno dopo Librandi lascerà la famiglia e, dopo esser riuscito ad ottenere l'autorizzazione a ripetere l'esame di maturità riuscì a terminare gli studi.
Nel 1890/1891 trovò lavoro come istitutore a Barcellona Pozzo di Gotto e da lì iniziò ventidue anni di peregrinaggio "da un Istituto ad un altro della Penisola". Nel 1896, a Cremona diede alle stampe il suo secondo libro: Ai caduti d'Africa. Nel 1897 pubblicò per la casa editrice Hoepli la Grammatica albanese con le poesie rare di Variboba. La pubblicazione del suo quarto libro Antologia agraria per uso delle scuole avvenne a Torino nel 1907.
Il 9 settembre 1911, sposò in Atri la studentessa Carolina Consorti, matrimonio da cui non nacquero figli. Trasferitosi ad Atri, nel 1912 scrisse il suo sesto libro: Come devo comportarmi in Collegio – Norme e consigli ai giovanetti. Nello stesso anno la moglie Carolina pubblicò il libro Il rito nuziale degli Albanesi d'Italia per i tipi De Arcangelis di Atri. La sua produzione letteraria continuò dopo alcuni anni, quando nel 1926 pubblicò il suo settimo libro: Rinnovellata di novella fronda: (l'Italia e il fascismo).
Negli anni successivi si dedicò alla seconda edizione della sua Grammatica albanese con le poesie rare del Variboba, che fu completata e ripubblicata nel 1928. Il 20 agosto 1932 morì a Pineto, dove si era trasferito due anni prima.

## Opere
- Peripezie di uno studente, Cosenza, Tipi dell'Avanguardia, 1885.
- Ai caduti d'Africa. Versi, Cremona, Tip. Lit. Pace, 1896.
- Grammatica albanese con le poesie rare di Variboba, Milano, U. Hoepli, 1897.
- Antologia agraria per uso delle scuole, Torino, G. B. Paravia e C., 1907.
- Come devo comportarmi in Collegio. Norme e consigli ai giovanetti, Teramo, La Fiorita, 1910.
- Rinnovellata di novella fronda: (l'Italia e il fascismo), Maglie, Convitto Capece, 1926.